# Фризель
Фризель (нем. Friesell) — дворянский род.
Род внесён в рыцарский матрикул Эстляндии в 1783 г.

## Представители рода
- Кристофер Фризель
  - Юрген Фризель (1668—1747), лейтенант артиллерии.
    - Бальтазар Фризель (1699—1758), учитель математики в средней школе Таллина.
    - Георг-Иоганн Фризель (02.07.1697—05.06.1738), поручик артиллерии, возведён в дворянское достоинство Российской Империи 21.09.1720. Сенатский Указ о дворянском достоинстве выдан пожалованному 15.03.1721. Диплом Императрицей Екатериной I не подписан.
      - Георгий Иоганн Фризель[1] (1727—1788), генерал-лейтенант.

    - Давид Фризель (1691—1755), камергер.
      - Георг Фридрих фон Фризель (25.12.1725—1768), генерал-майор, актуариус.
        - Иван Григорьевич Фризель (19.05.1760—23.09.1810), российский государственный деятель, полковник, тайный советник (1800), Виленский вице-губернатор (1799), Оренбургский губернатор (1806—1809), Литовский губернатор (1799—1801), почт-деректор.
        - Давид Григорьевич Фризель, (1740—1801), бригадный генерал-майор, Мценский штаб-лекарь.
          - Иван Давидович Фризель (1788—….), коллежский советник, чиновник особых поручений у генерал-губернатора Александра Дмитриевича Балашова
            - Павел Иванович Фризель (1822—1893), председатель губернского правления Томской губернии (22.11.1863—03.02.1867), статский советник. Его жена, Елизавета Александровна Фризель (?-1899)[2][3], выпускница Смольного института, первая начальница Мариинской женской гимназии в Томске.
              - Вера Павловна Мако (Фризель) (1863—?), классная надзирательница в Мариинской женской гимназии. Жена Александра Эдуардовича Мако.
              - Владимир Павлович Фризель (1856—1902).
                - Николай Владимирович Фризель (11.1893—04.03.1938), первый главный (городской) архитектор Новокузнецка.
                  - Владимир Николаевич Фризель (25.05.1916-18.04.1971)
                  - Ростислав Николаевич Фризель (1923)

                - Евгений Владимирович Фризель (1895—08.10.1937), работал в Томском артучилище, капельмейстер.
                - Александр Владимирович Фризель (1896-03.11.1924), капитан, сподвижник адм. Колчака, один из первых руководителей антибольшевистского движения в Сибири.
                  - Владимир Александрович Фризель (07.01.1922-15.01.2013), архитектор (Мадагаскар)

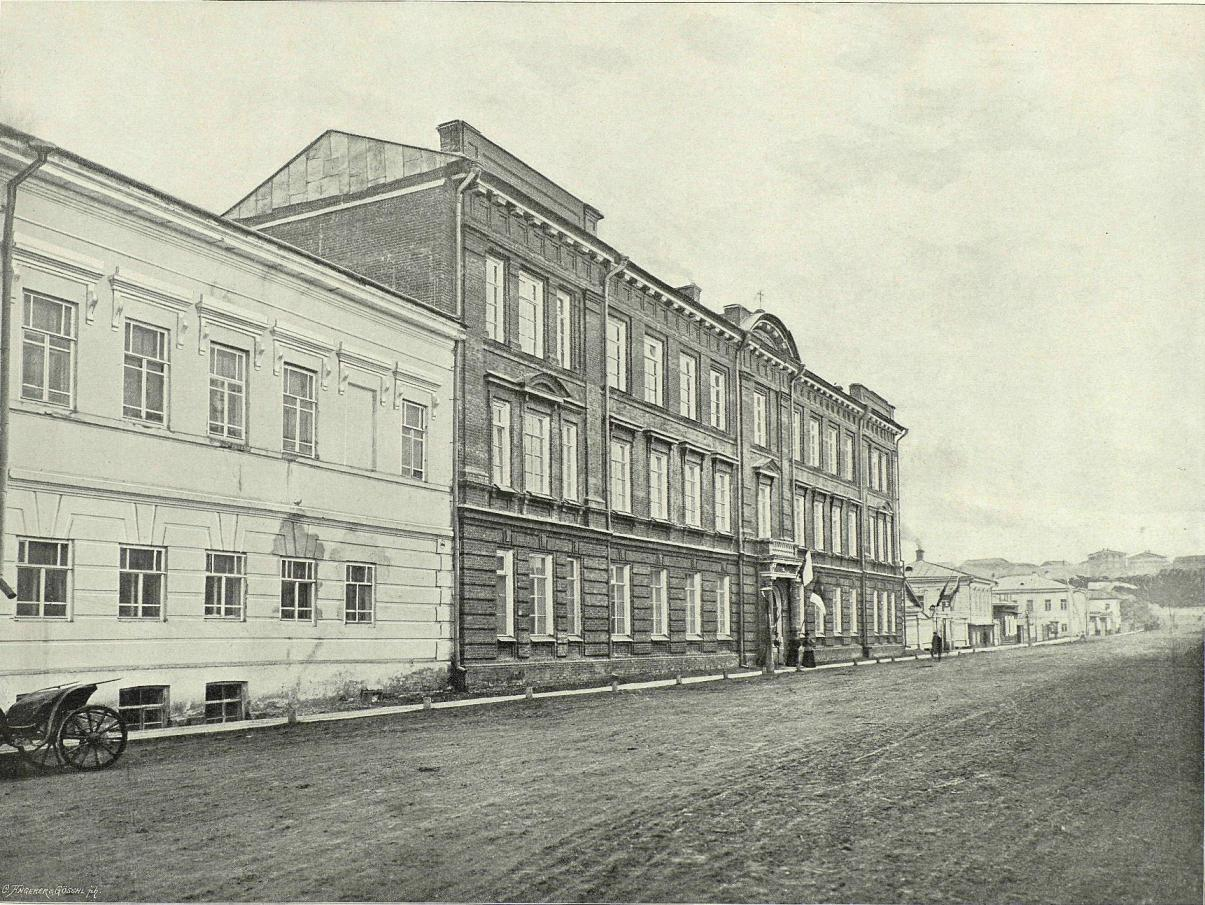
Мариинская женская гимназия. Первой начальницей стала Елизавета Фризель.

## Описание герба
В голубом поле скачущий по зеленой земле олень натурального цвета.
Щит увенчан дворянским коронованным шлемом. Нашлемник — между двух золотых турьих рогов, рука слева, в серебряных латах, держащая серебряный с золотой рукоятью меч. Намет голубой с золотом.